# Searez de Abaixo
Searez de Abaixo (en gallego y oficialmente, Seares de Abaixo) es una aldea española situada en la parroquia de Ames, del municipio de Ames, en la provincia de La Coruña, Galicia.

## Demografía
| Gráfica de evolución demográfica de Seares de Abaixo entre 2000 y 2018 |
|                                                                        |
| Datos según el nomenclátor publicado por el INE.                       |